# 仙谷 (亚利桑那州)

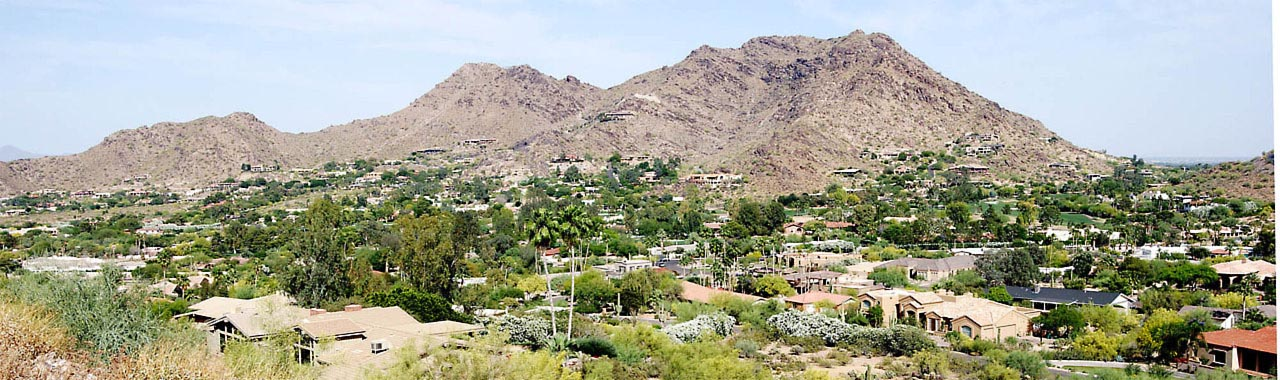

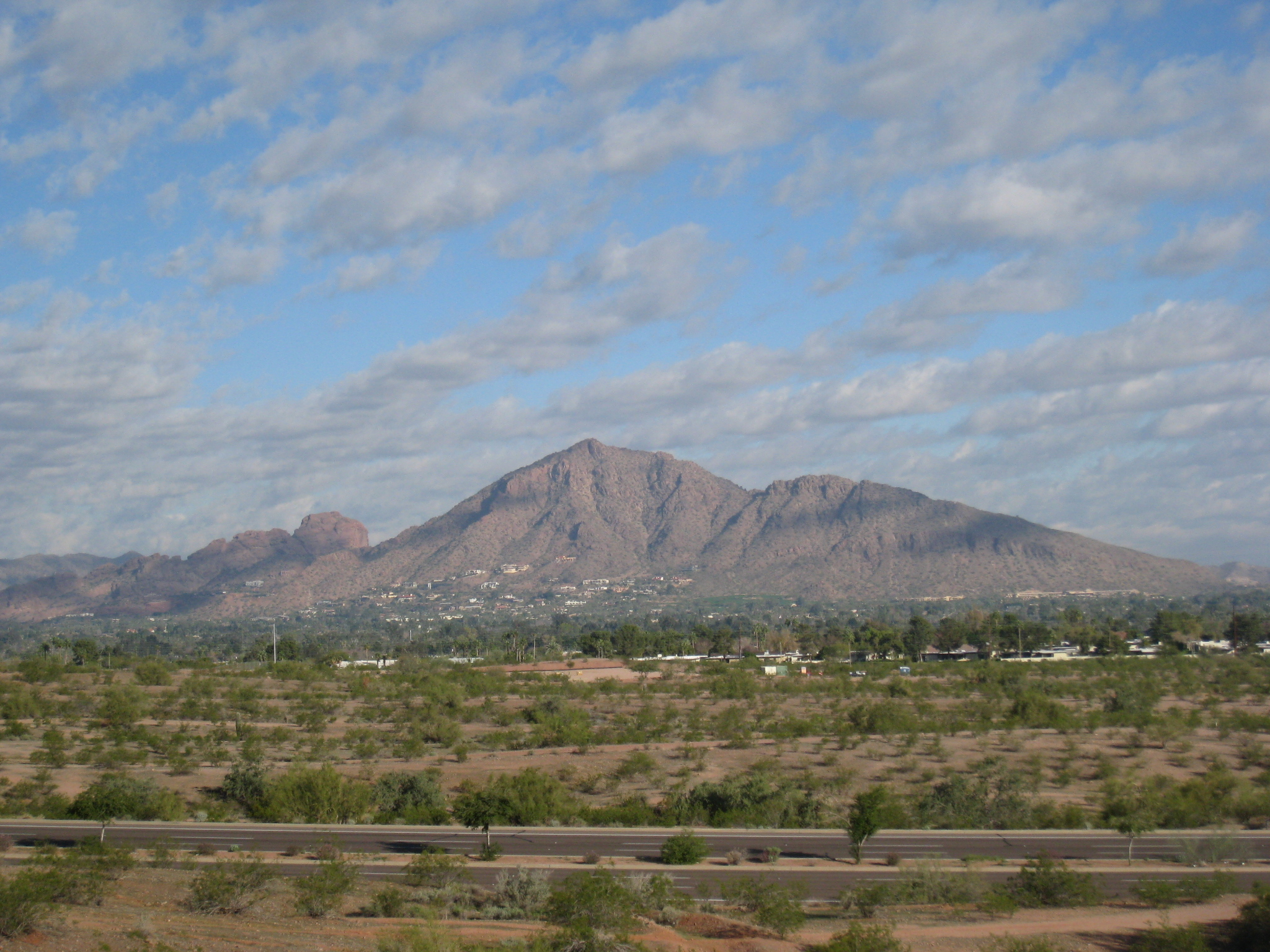

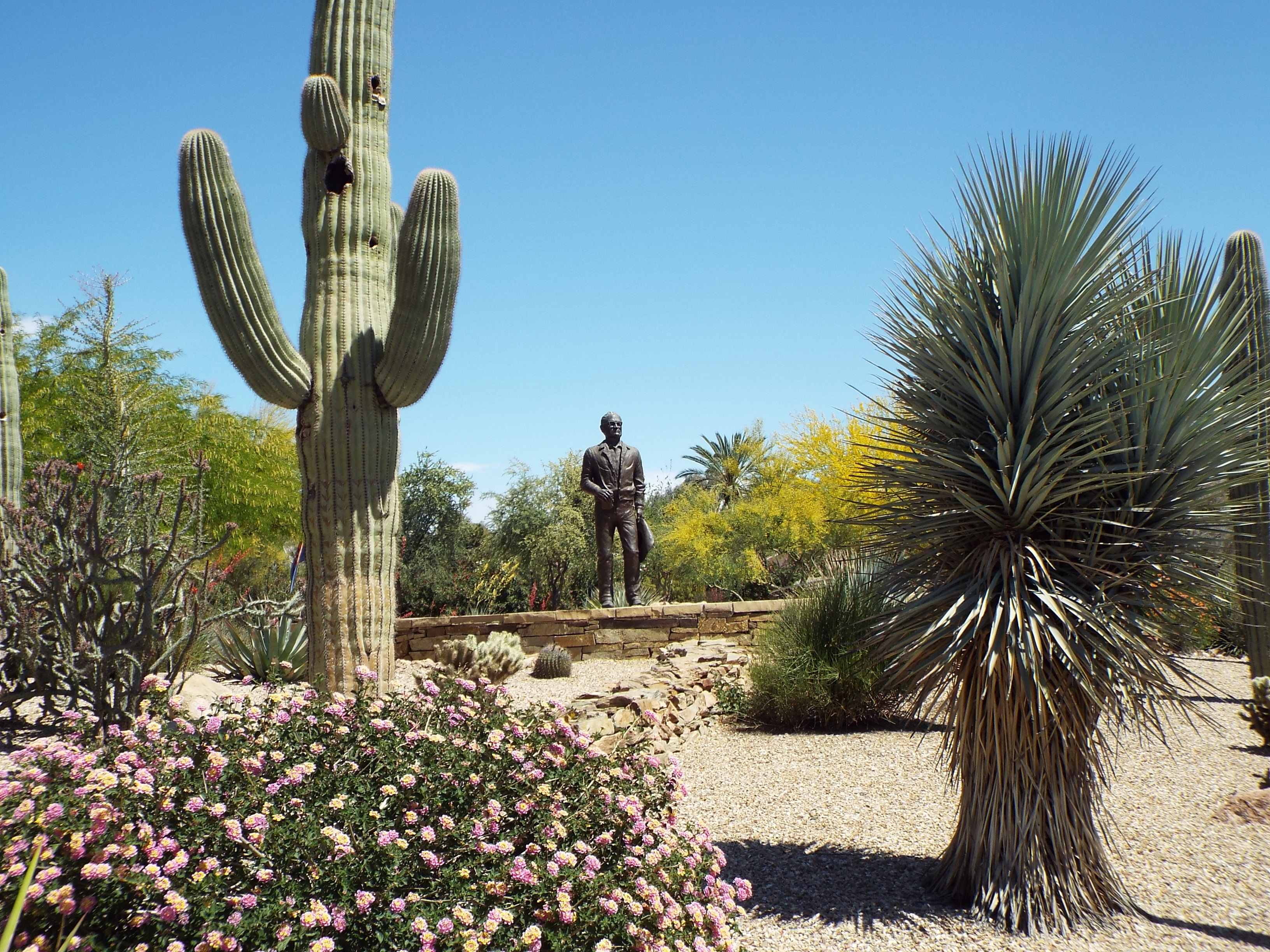

仙谷（英語：Paradise Valley）是美国亚利桑那州马里科帕县下属的一座城鎮。面积约为15.46平方英里（约合40平方公里）。根据2010年美国人口普查，该鎮有人口12,820人，人口密度为830.9/平方英里。